# Тунель Сахалін-Хоккайдо
Тунель Сахалін-Хоккайдо — проект, який дозволить зв'язати Японію через Сахалінський тунель з Євразійською транспортною системою. Кошторисна вартість проекту — 50 млрд доларів США.
16 січня 2009 року заступник міністра транспорту Російської Федерації Андрій Недосеков оголосив про розгляд можливості будівництва залізничного тунелю Сахалін — Хоккайдо.
Тунель простягнувся б приблизно на 40–45 км між мисом Крильйон Сахаліну і мисом Соя Хоккайдо. Далі через Сахалін до Сахалінського тунелю. Наразі острів Хоккайдо з'єднаний найдовшим підводним тунелем (Сейкан) з найбільшим японським островом — Хонсю. Таким чином, це дозволило б з'єднати залізничні мережі Росії та Японії.
Проект може замінити проектований підводний тунель між Японією і Кореєю, оскільки вже йде повним ходом планування та побудова багатьох з необхідних залізничних об'єктів на острові Сахалін. Крім того, цей тунель був би значно коротше ніж тунель між Японією і Кореєю.

## Ширина колії
- Росія 1,520 мм (4 ft 11+7⁄8 in), але на Сахаліні (див. Сахалінська залізниця) 1,067 мм
- Японська стандартна колія 1,067 мм (3 ft 6 in)
- Сінкансен 1,435 мм(4 ft 8+1⁄2 in)